# Analyze This
Analyze This is een Amerikaanse speelfilm uit 1999 onder regie van Harold Ramis. Een vervolg, Analyze That is uitgekomen in 2002.

## Verhaal
Paul Vitti is een maffiabaas die, zonder dat zijn handlangers of vijanden dit mogen weten, diep in de psychologische problemen zit. Op aanraden van zijn beste vriend wil hij in therapie gaan bij een psychiater, Ben Sobel. Helaas vertrekt deze net met vakantie om te gaan trouwen en hij wimpelt Vitti af. Met enkele moeilijk te weerleggen argumenten, waaronder een gedwongen duik in een haaienbad, wordt Sobel toch overtuigd om Vitti aan te nemen als patiënt.

## Rolverdeling
| Acteur           | Personage             |
| ---------------- | --------------------- |
| Robert De Niro   | Paul Vitti            |
| Billy Crystal    | Ben Sobel M.D.        |
| Lisa Kudrow      | Laura MacNamara Sobel |
| Chazz Palminteri | Primo Sidone          |
| Joe Viterelli    | Jelly                 |
| Kyle Sabihy      | Michael               |
| Aasif Mandvi     | Dr. Shulman           |